# Jazina
Jazina (en serbe cyrillique : Јазина) est un village de Bosnie-Herzégovine. Il est situé sur le territoire de la ville de Trebinje et dans la république serbe de Bosnie. Selon les premiers résultats du recensement bosnien de 2013, il compte 106 habitants.

## Géographie
Le village est situé à la frontière entre la Bosnie-Herzégovine et le Monténégro, sur les bords de la rivière Sušica, au bord de la Trebišnjica et sur la rive orientale du lac de Bileća, un lac artificiel formé la construction d'un barrage sur la Trebišnjica.
Il est entouré par les localités suivantes :
|                          | Frontière avec le Monténégro |             |
| Gornje Grančarevo Lastva | Jazina                       | Klobuk Župa |
|                          | Skočigrm                     |             |

## Démographie

### Évolution historique de la population dans la localité
| 1948 | 1953 | 1961 | 1971 | 1981 | 1991 | 2013 |
| ---- | ---- | ---- | ---- | ---- | ---- | ---- |
| -    | -    | 601  | 159  | 154  | 147  | 106  |

|  |

## Tourisme
Jazina est une petite station touristique. Le motel Jazina Club, qui a ouvert ses portes en 1972, offre des possibilités d'hébergement (26 lits) et de restauration,.